# 나카지마 도시지로
나카지마 도시지로(일본어: 中島 敏次郎, 1925년 9월 2일 ~ 2011년 12월 13일)는 일본의 외교관, 법조인이다. 외무성 조약국장, 외무성 북미국장, 주싱가포르 대사, 외무심의관, 주오스트레일리아 대사, 주중화인민공화국 대사, 최고재판소 재판관, 황실 참여, 아사히 법률사무소 고문 등을 역임했다.

## 인물
도쿄도 미나토구에서 나카지마 후사키치, 나카지마 시즈코 사이에 4형제 중의 차남으로 태어나 구제 제일고등학교, 도쿄 대학 법학부를 졸업하고 1948년 외무성에 입성했다. 외교관 경력으로는 주싱가포르 대사(1980년 ~ 1982년), 주오스트레일리아 대사(1985년 ~ 1987년), 주중화인민공화국 대사(1987년 ~ 1989년) 등을 역임했는데 주중 대사 시절인 1989년 톈안먼 사건이 일어날 당시 중화인민공화국에 체류하고 있던 일본인들을 무사히 국외로 피신시켰다.
1990년에 최고재판소 재판관으로 임명하여 재임 중에 혼외자 상속 차별 소송이 제기되던 1995년 7월 5일에 있은 최고재판소 대법정 판결에 민법의 혼외자 상속 차별 규정이 합헌이라는 다수 의견에 대해 위헌이라는 소수 의견을 낸 바 있다.
외무심의관 시절인 1984년에 방한한 적도 있다.

## 가족 관계
부인은 제61대 경시총감이자, 후에 자유민주당 중의원 의원을 역임한 다나카 에이이치의 차녀인 야스코(康子)이다.

## 주요 경력
- 1948년: 외무성 입성
- 1976년: 외무성 조약국장
- 1977년: 외무성 북미국장(조약국장과 겸임)
- 1980년: 주싱가포르 대사
- 1982년: 외무심의관
- 1984년: 주오스트레일리아 대사
- 1987년: 주중화인민공화국 대사
- 1990년: 최고재판소 판사
- 1995년 9월: 퇴임
- 1995년 10월: 변호사 등록
- 1996년: 국제법협회(런던 소재) 일본지부 부회장, 재단법인 닛쇼이와이 국제재단 이사
- 1997년: 상설중재재판소 판사로 임관
- 1998년: 나가노 동계올림픽에서의 스포츠 중재 재판소 명예위원
- 2000년: 황실 참여, 국제투자분쟁해결센터(ICSID) 조정원
- 2001년: 사단법인 일본 스쿼시 협회 회장
- 2002년: 사단법인 일본 스쿼시 협회 명예회장(2008년 6월까지)
- 2006년: 재단법인 미쓰비시 은행 국제재단 이사(2008년 3월까지)
- 2007년: 재단법인 국제개발센터 위원
- 2011년 12월 13일: 심부전으로 사망(향년 86세)[2]

## 참고 서적
- 노무라 지로 《일본의 재판사를 읽는 사전(日本の裁判史を読む事典)》(지유코쿠민샤)
- 나카지마 도시지로 저, 이노우에 마사야·나카시마 다쿠마·핫토리 류지 편 《외교증언록 일미 안보·오키나와 반환·톈안먼 사건(外交証言録　日米安保・沖縄返還・天安門事件)》(이와나미 쇼텐)